# Emily Hampshire
Emily Hampshire (Montreal, Quebec, 29 de agosto de 1981) es una actriz canadiense. Sus papeles más conocidos incluyen Angelina en la comedia romántica de 1998 Boy Meets Girl, Vivienne en la película Snow Cake de 2006, Jennifer Goines en la serie dramática de Syfy 12 Monkeys (2015-2018), Misery en la serie animada de YTV Ruby Gloom (2006-2008) y Stevie Budd en la serie de comedia de la CBC Schitt's Creek (2015-2020). Más recientemente, ha interpretado papeles principales en las series Chapelwaite (2021-presente) y The Rig (2023-presente).

## Biografía

### Infancia y juventud
Emily Hampshire nació el 29 de agosto de 1981 en Montreal. Se interesó en la actuación a los 11 años después de asistir a una actuación de Los Miserables con su madre. Sus intereses fueron apoyados por la subdirectora de su escuela católica para niñas, quien elogió su actuación durante una producción de teatro escolar. A los 16 años, se mudó a Toronto para buscar papeles en televisión y cine. Fue aceptada en la Academia Estadounidense de Arte Dramático poco después de la escuela secundaria, pero nunca asistió, ya que entraba en conflicto con una oportunidad de filmar.

### Carrera

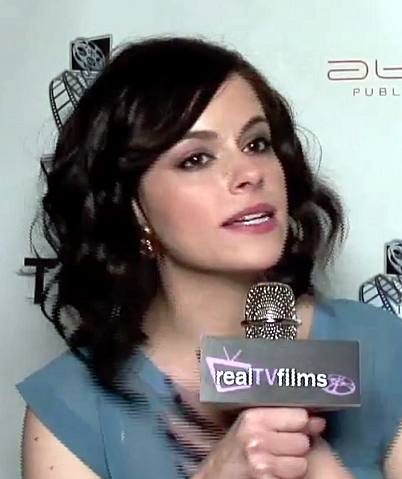
Emily Hampshire, en el Festival Internacional de Cine de Toronto de 2010

Hampshire ha estado activa profesionalmente en la industria del cine y la televisión canadiense desde 1996. Ha protagonizado la serie canadiense This Space For Rent, Carl² y Northern Town. Interpretó a Margaret en The Life Before This, un largometraje dirigido por Jerry Ciccoritti, que se estrenó en el Toronto International Film Festival en 1999.
En 2006 protagonizó junto a Kevin Zegers y Samaire Armstrong la comedia romántica de 2006 It's a Boy/Girl Thing, en la que interpretó al personaje de Chanel. En 2009, apareció en The Trotsky como el interés amoroso de León Trotski, Alexandra. En 2010, protagonizó la película independiente canadiense Good Neighbours. Hampshire también ha trabajado como actriz de voz, interpretando al personaje de Misery en la serie animada Ruby Gloom, Diana Barry en Anne of Green Gables: The Animated Series, Chloe Crashman en Carl Squared, Starr en 6Teen y Alyson Malitski en Braceface.
El 23 de mayo de 2012, en Cannes, Francia, Hampshire y la también actriz Sarah Gadon recibieron el primer premio Birks Canadian Diamond durante la recepción y el evento de prensa inaugural Tribute To Canadian Talent de Telefilm Canada. También en 2012, Hampshire protagonizó Cosmopolis de David Cronenberg interpretando el papel de Jane Melman, y coprotagonizó la película de comedia de Sean Garrity Mi gran aventura sexual, por la que recibió críticas muy positivas. Ese mismo año fue elegida para la película de zombis futuristas The Returns.
En 2014, Hampshire fue elegida para la serie de Syfy Doce monos en el papel recurrente de Jennifer Goines, una versión reinventada del personaje de Brad Pitt de la película en la que se basa la serie; en 2015 fue ascendida a personaje regular para la segunda temporada de la serie. De 2015 a 2020, interpretó a Stevie Budd en la serie de televisión CBC Schitt's Creek. A finales de 2015 participó en la película independiente de Xavier Dolan. The Death and Life of John F. Donovan, también protagonizada por Jessica Chastain, Kathy Bates y Susan Sarandon.
En 2021 apareció en el video musical del sencillo Not Necessary de la banda de rock canadiense The Tragically Hip, de su álbum Saskadelphia. Coescribió la novela gráfica «Amelia Aierwood, Basic Witch», que se publicó en 2023 por Z2 Comics.

## Vida personal
En 2006, Hampshire se casó con Matthew Smith, un exjugador de fútbol convertido en agente en formación en la agencia de talentos William Morris. Se divorciaron poco antes de que ella fuera elegida para trabajar en la serie Schitt's Creek en 2014. en septiembre de 2018, se confirmó que Hampshire estaba en una relación sentimental con la cantante y actriz estadounidense Teddy Geiger; se comprometieron en noviembre de 2018, y pusieron fin a su compromiso el 10 de junio de 2019.
In 2007, Hampshire se mudó a Los Ángeles. Se convirtió en ciudadana estadounidense naturalizada en septiembre de 2014 y actualmente divide su tiempo entre Los Ángeles y Toronto.

## Filmografía

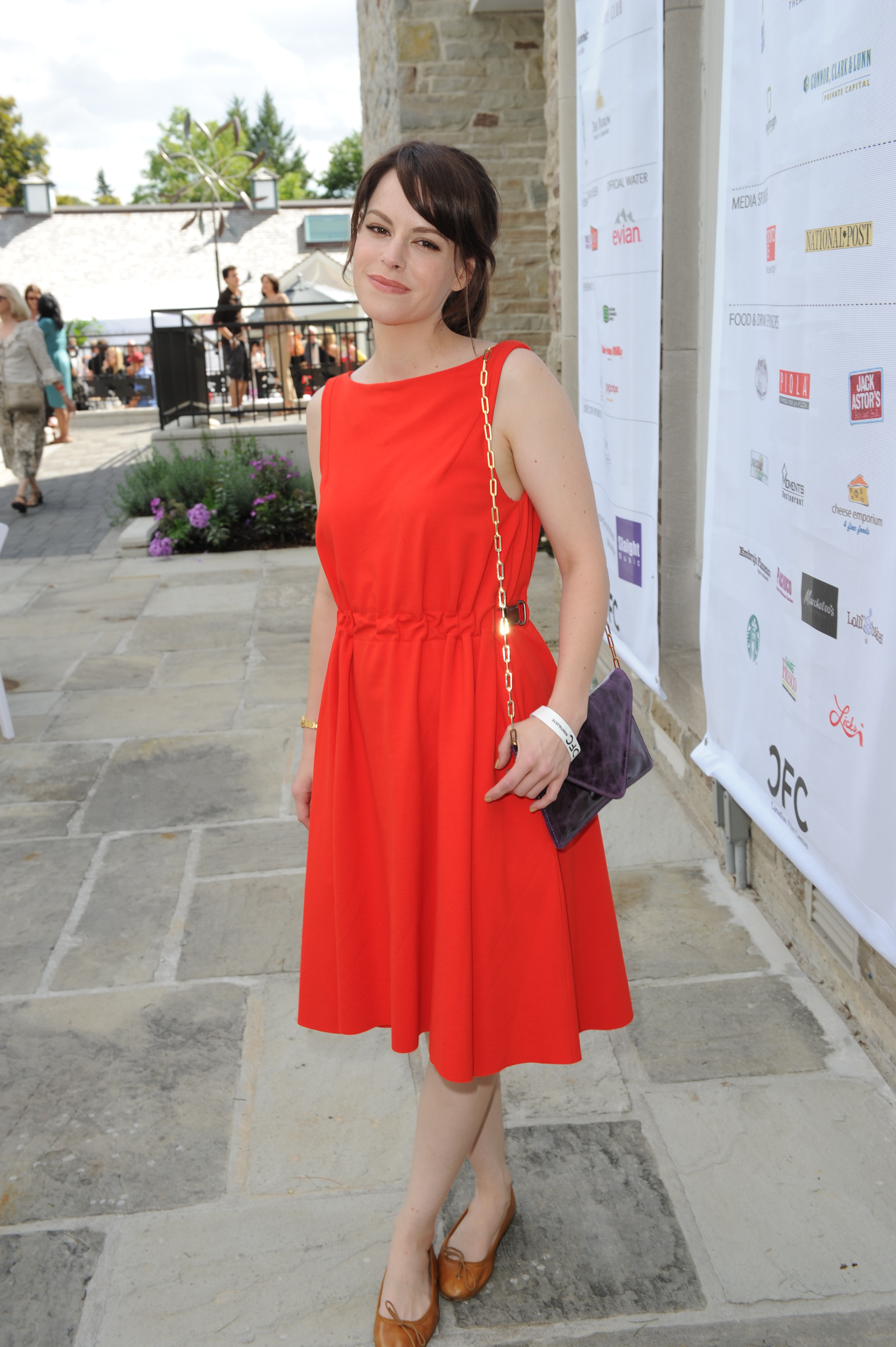
Emily Hampshire en los Canadian Film Center (CFC) que se celebraron el 9 de septiembre de 2012 en Toronto (Canadá)

### Películas
| Año  | Título                                | Papel                | Notas              | Ref.          |
| ---- | ------------------------------------- | -------------------- | ------------------ | ------------- |
| 1997 | Dead Innocent                         | Nicole               |                    |               |
| 1998 | Boy Meets Girl                        | Angelina Milleflores |                    |               |
| 1999 | The Life Before This                  | Margaret             |                    |               |
| 2001 | Chasing Cain                          | Holly                |                    |               |
| 2003 | Posers                                | Ruth                 |                    |               |
| 2003 | A Problem with Fear                   | Dot                  |                    |               |
| 2003 | Twist                                 | Camarera             |                    |               |
| 2004 | Blood                                 | Noelle Terry         |                    |               |
| 2006 | Snow Cake                             | Vivienne Freeman     |                    |               |
| 2006 | It's a Boy Girl Thing                 | Chanel               |                    | [ 23 ]        |
| 2007 | The Cradle                            | Julie                |                    |               |
| 2009 | The Trotsky                           | Alexandra Leith      |                    |               |
| 2010 | Die                                   | Lisa Meridian        |                    |               |
| 2010 | Good Neighbours                       | Louise               |                    |               |
| 2012 | Cosmopolis                            | Jane Melman          |                    |               |
| 2012 | Mi gran aventura sexual               | Julia Bowe           |                    |               |
| 2013 | All the Wrong Reasons                 | Nicole               |                    | [ 24 ] [ 25 ] |
| 2013 | The Returned                          | Kate                 |                    |               |
| 2015 | Borealis                              | Kyla                 |                    |               |
| 2017 | Mother!                               | Loca                 |                    | [ 26 ]        |
| 2018 | The Death and Life of John F. Donovan | Amy Bosworth         |                    |               |
| 2022 | Home                                  | Meredith             |                    |               |
| 2022 | The End Of Sex                        | Emma                 | Productora         | [ 27 ]        |
| 2023 | Self Reliance                         | Mary                 |                    |               |
| 2023 | Fitting In                            | Rita                 |                    | [ 28 ]        |
| 2023 | Appendage                             | Claudia              |                    | [ 29 ]        |
| 2023 | The Mattachine Family                 | Leah                 |                    | [ 30 ]        |
| 2024 | Humane                                | Rachel York          |                    |               |
| 2024 | Mom                                   | Meredith             | Papel protagonista |               |
| TBA  | Mike & Nick & Nick & Alice            |                      |                    | [ 31 ]        |

### Televisión
| Año       | Título                                    | Papel                  | Notas                                                            | Ref.   |
| --------- | ----------------------------------------- | ---------------------- | ---------------------------------------------------------------- | ------ |
| 1994      | Are You Afraid of the Dark?               | Sandy Campbell         | Episodio: The Tale of Cutter's Treasure: Part 1                  |        |
| 1996      | Are You Afraid of the Dark?               | Heather                | Episodio: The Tale of the Vacant Lot                             |        |
| 1997      | The Last Don                              | Young Rose Marie       | Miniserie                                                        |        |
| 1997      | Every 9 Seconds                           | Missy                  | Telefilme                                                        |        |
| 1997      | Earth: Final Conflict                     | Julie Payton           | Episodio: Miracle                                                |        |
| 1998–2001 | Made in Canada                            | Siobhan Roy            | Papel recurrente (temporadas 1–3), 15 episodios                  |        |
| 1999      | Seasons of Love                           | Adult Charlotte        | Telefilme                                                        |        |
| 1999      | Love Letters                              | Gretchen Lascelles     | Telefilme                                                        |        |
| 1999      | Happy Face Murders                        | Tracy Billings         | Telefilme                                                        |        |
| 1999      | Mythic Warriors                           | 2nd Village Girl (voz) | Episodio: Phaeton: The Chariot of Fire                           |        |
| 2000–2001 | Anne of Green Gables: The Animated Series | Diana Barry (voz)      | Papel principal                                                  |        |
| 2000      | Psi Factor: Chronicles of the Paranormal  | Abby Butler            | Episodio: Tyler/Tim                                              |        |
| 2000      | Twice in a Lifetime                       | Young Blair Wilson     | Episodio: Party Girls                                            |        |
| 2000      | La Femme Nikita                           | Satin Tate             | Episodio: Sleeping with the Enemy                                |        |
| 2000      | The Ride                                  | Adeline Kelly          | Telefilme                                                        |        |
| 2000      | Scorn                                     | Amanda                 | Telefilme                                                        |        |
| 2001      | Doc                                       | N/A                    | Episodio: You Gotta Have Heart                                   |        |
| 2001      | The Associates                            | Sarah Arrigo           | Episodio: Care & Control                                         |        |
| 2001–2004 | Braceface                                 | Alyson (voz)           | Papel principal                                                  |        |
| 2001      | MythQuest                                 | Contessa               | Episodio: The Doppelganger                                       |        |
| 2002      | Chasing Cain: Face                        | Holly                  | Película para televisión                                         |        |
| 2002      | Mutant X                                  | Charlotte Cooke        | Episodio Altered Ego                                             |        |
| 2002      | A Nero Wolfe Mystery                      | Carol Annis            | Episodio: Poison à la Carte                                      |        |
| 2002      | The Eleventh Hour                         | Amy Kimball / Meredith | Episodio: Tree Hugger                                            |        |
| 2003      | Foolish Girl                              | Goth Girl              | Serie de televisión                                              |        |
| 2003      | The Atwood Stories                        | Christine Anderson     | Episodio: The Man from Mars                                      |        |
| 2003      | Miss Spider's Sunny Patch Kids            | Katie (voz)            | Telefilme                                                        |        |
| 2004      | This Is Wonderland                        | Marsha Flutie          | Episodio 1.5                                                     |        |
| 2004      | Puppets Who Kill                          | Sister Selma           | Episodio: Prostitutes for Jesus                                  |        |
| 2004      | Atomic Betty                              | Megan (voz)            | Episodio: The Doppelganger/Cosmic Cake                           |        |
| 2004      | Earthsea                                  | Rosa                   | Miniserie                                                        |        |
| 2004      | 6teen                                     | Starr (voz)            | Episodio: The Five Finger Discount                               |        |
| 2004–2005 | Miss Spider's Sunny Patch Friends         | Katie Katydid (voz)    | 3 episodios                                                      |        |
| 2005–2006 | Carl²                                     | Chloe Crashman (voz)   | Papel recurrente; 14 episodios                                   |        |
| 2006      | 6teen                                     | Starr                  | Episodio: Lights Out                                             |        |
| 2006      | Northern Town                             | Amanda                 | Serie de televisión                                              |        |
| 2006–2007 | Ruby Gloom                                | Misery (voz)           | Papel principal                                                  |        |
| 2007      | This Space for Rent                       | Iona Goldenthal        | Episodio: Stain'd                                                |        |
| 2011      | Republic of Doyle                         | Tricia                 | Episodio: Something Old, Something New                           |        |
| 2012      | Hitched for the Holidays                  | Julie                  | Telefilme (Hallmark)                                             |        |
| 2013      | Rookie Blue                               | Celery                 | Papel recurrente, 4 episodios                                    |        |
| 2015      | Man Seeking Woman                         | Krystal                | Episodio: Pitbull                                                |        |
| 2015–2018 | 12 Monos                                  | Jennifer Goines        | Papel recurrente (temporada 1); papel principal (temporadas 2-4) |        |
| 2015–2020 | Schitt's Creek                            | Stevie Budd            | Papel principal                                                  |        |
| 2016      | Houdini & Doyle                           | Madame Korzha          | Episodio: The Curse of Korzha                                    |        |
| 2019      | Save Me                                   | Sasha                  | Web series; episodios: Bar is Low, Boyfriend Material            |        |
| 2021      | Chapelwaite                               | Rebecca Morgan         | Papel principal, 10 episodios                                    | [ 32 ] |
| 2021      | The Beautiful Liar                        | Shadow                 | Papel principal; 8 episodios                                     |        |
| 2022      | The Rig                                   | Rose Mason             | Papel principal; 6 episodios                                     | [ 33 ] |
| TBA       | Mary Hartman, Mary Hartman                | Mary Hartman           | En desarrollo                                                    | [ 34 ] |

### Videojuegos
| Año  | Título                                 | Papel          | Ref.   |
| ---- | -------------------------------------- | -------------- | ------ |
| 2010 | Command & Conquer 4: Tiberian Twilight | Lillian Parker | [ 35 ] |

## Premios y nominaciones
| Año  | Premio                     | Categoría                                                                                              | Película                  | Resultado | Refs          |
| ---- | -------------------------- | --- | ------------------------- | --------- | ------------- |
| 2001 | Gemini Awards              | Mejor interpretación de conjunto en un programa o serie de comedia                                     | Made in Canada            | Ganadora  | [ 36 ]        |
| 2003 | Gemini Awards              | Mejor actuación de una actriz en un papel secundario                                                   | A Problem with Fear       | Nominada  | [ 36 ]        |
| 2004 | Gemini Awards              | Mejor actuación de una actriz en un papel principal                                                    | Blood                     | Nominada  | [ 36 ]        |
| 2006 | Gemini Awards              | Mejor actuación de una actriz en un papel secundario                                                   | Snow Cake                 | Nominada  | [ 36 ]        |
| 2008 | Gemini Awards              | Mejor interpretación individual o de conjunto en un programa o serie de animación                      | Ruby Gloom                | Nominada  | [ 36 ]        |
| 2012 | Canadian Diamond Awards    | Tribute to Canadian Talent                                                                             | Various                   | Ganadora  | [ 7 ]         |
| 2013 | Canadian Comedy Awards     | Mejor interpretación femenina en un largometraje                                                       | Mi gran aventura sexual   | Ganadora  | [ 37 ]        |
| 2015 | Golden Maple Awards        | Revelación del año en una serie de televisión transmitida en los Estados Unidos                        | 12 Monkeys Schitt’s Creek | Ganadora  | [ 38 ] [ 39 ] |
| 2016 | Canadian Screen Awards     | Mejor actuación de una actriz en un papel secundario destacado o como invitada en una serie de comedia | Schitt’s Creek            | Ganadora  | [ 36 ]        |
| 2016 | Golden Maple Awards        | Mejor actriz en una serie de televisión transmitida en Estados Unidos                                  | 12 Monkeys Schitt’s Creek | Nominada  | [ 40 ]        |
| 2017 | Canadian Screen Awards     | Mejor actuación de una actriz en un papel secundario destacado o como invitada en una serie de comedia | Schitt’s Creek            | Ganadora  | [ 41 ] [ 42 ] |
| 2018 | Canadian Screen Awards     | Mejor actuación de una actriz en un papel secundario destacado o como invitada en una serie de comedia | Schitt’s Creek            | Ganadora  | [ 43 ]        |
| 2019 | Canadian Screen Awards     | Mejor actuación de una actriz en un papel secundario destacado o como invitada en una serie de comedia | Schitt’s Creek            | Ganadora  | [ 44 ]        |
| 2019 | Screen Actors Guild Awards | Actuación sobresaliente de un reparto en una serie de comedia                                          | Schitt’s Creek            | Nominada  | [ 45 ]        |
| 2020 | Canadian Screen Awards     | Mejor actuación de una actriz en un papel secundario destacado o como invitada en una serie de comedia | Schitt’s Creek            | Ganadora  | [ 46 ]        |
| 2020 | Screen Actors Guild Awards | Actuación sobresaliente de un reparto en una serie de comedia                                          | Schitt’s Creek            | Ganadora  | [ 47 ]        |
| 2021 | Canadian Screen Awards     | Mejor actuación de una actriz en un papel secundario destacado o como invitada en una serie de comedia | Schitt’s Creek            | Ganadora  | [ 48 ]        |